# Liste des gouvernements d'Estonie
Cet article donne la liste ses gouvernements de l'Estonie:

## Les gouvernements de l'Estonie entre les guerres mondiales
| N° | Ministère                        | Début             | Fin               |
| -- | -------------------------------- | ----------------- | ----------------- |
| 28 | Gouvernement Otto Tief           | 18 septembre 1944 | 12 janvier 1953   |
| 27 | Gouvernement Jüri Uluots         | 12 octobre 1939   | 21 juin 1940      |
| 26 | Gouvernement Kaarel Eenpalu II   | 9 mai 1938        | 12 octobre 1939   |
| 25 | Gouvernement Konstantin Päts V   | 21 octobre 1933   | 24 avril 1938     |
| 24 | Gouvernement Jaan Tõnisson IV    | 18 mai 1933       | 21 octobre 1933   |
| 23 | Gouvernement Konstantin Päts IV  | 1er novembre 1932 | 18 mai 1933       |
| 22 | Gouvernement Kaarel Eenpalu I    | 19 juillet 1932   | 1er novembre 1932 |
| 21 | Gouvernement Jaan Teemant IV     | 19 février 1932   | 19 juillet 1932   |
| 20 | Gouvernement Konstantin Päts III | 12 février 1931   | 19 février 1932   |
| 19 | Gouvernement Otto Strandman II   | 9 juillet 1929    | 12 février 1931   |
| 18 | Gouvernement August Rei          | 4 décembre 1928   | 9 juillet 1929    |
| 17 | Gouvernement Jaan Tõnisson III   | 9 décembre 1927   | 4 décembre 1928   |
| 16 | Gouvernement Jaan Teemant III    | 4 mars 1927       | 9 décembre 1927   |
| 15 | Gouvernement Jaan Teemant II     | 23 juillet 1926   | 4 mars 1927       |
| 14 | Gouvernement Jaan Teemant I      | 15 décembre 1925  | 23 juillet 1926   |
| 13 | Gouvernement Jüri Jaakson        | 16 décembre 1924  | 15 décembre 1925  |
| 12 | Gouvernement Friedrich Karl Akel | '26 mars 1924     | 16 décembre 1924  |
| 11 | Gouvernement Konstantin Päts II  | 2 août 1923       | 26 mars 1924      |
| 10 | Gouvernement Juhan Kukk          | 21 novembre 1922  | 2 août 1923       |
| 9  | Gouvernement Konstantin Päts I   | 25 janvier 1921   | 21 novembre 1922  |
| 8  | Gouvernement Ants Piip           | 26 octobre 1920   | 25 janvier 1921   |
| 7  | Gouvernement Jaan Tõnisson II    | 30 juillet 1920   | 26 octobre 1920   |
| 6  | Gouvernement Ado Birk            | 28 juillet 1920   | 30 juillet 1920   |
| 5  | Gouvernement Jaan Tõnisson I     | 18 novembre 1919  | 28 juillet 1920   |
| 4  | Gouvernement Otto Strandman I    | 9 mai 1919        | 18 novembre 1919  |
| 3  | Gouvernement Konstantin Päts III | 27 novembre 1918  | 9 mai 1919        |
| 2  | Gouvernement Konstantin Päts II  | 12 novembre 1918  | 27 novembre 1918  |
| 1  | Gouvernement Konstantin Päts I   | 24 février 1918   | 12 novembre 1918  |

## Les gouvernements estoniens en exil
| N° | Ministère                     | Début            | Fin            |
| -- | ----------------------------- | ---------------- | -------------- |
| 33 | Gouvernement Penno            | 20 juin 1990     | 7 octobre 1992 |
| 32 | Gouvernement Heinrich Mark    | 8 mai 1971       | 1er mars 1990  |
| 31 | Gouvernement Tõnis Kint       | 1er mars 1964    | 8 mai 1971     |
| 30 | Gouvernement Aleksander Warma | 1er janvier 1962 | 29 mars 1963   |
| 29 | Gouvernement Johannes Sikkar  | 12 janvier 1953  | 22 août 1960   |

## Les gouvernements de l'Estonie redevenue indépendante
| N° | Ministère                    | Début            | Fin              |
| -- | ---------------------------- | ---------------- | ---------------- |
| 53 | Gouvernement Kaja Kallas III | 17 avril 2023    | en cours         |
| 52 | Gouvernement Kaja Kallas II  | 18 juillet 2022  | 17 avril 2023    |
| 51 | Gouvernement Kaja Kallas I   | 26 janvier 2021  | 18 juillet 2022  |
| 50 | Gouvernement Ratas II        | 29 avril 2019    | 26 janvier 2021  |
| 49 | Gouvernement Ratas I         | 23 novembre 2016 | 29 avril 2019    |
| 48 | Gouvernement Rõivas II       | 9 avril 2015     | 23 novembre 2016 |
| 47 | Gouvernement Rõivas I        | 26 mars 2014     | 9 avril 2015     |
| 46 | Gouvernement Ansip III       | 6 avril 2011     | 26 mars 2014     |
| 45 | Gouvernement Ansip II        | 5 avril 2007     | 6 avril 2011     |
| 44 | Gouvernement Ansip I         | 13 avril 2005    | 5 avril 2007     |
| 43 | Gouvernement Parts           | 10 avril 2003    | 13 avril 2005    |
| 42 | Gouvernement Kallas          | 28 janvier 2002  | 10 avril 2003    |
| 41 | Gouvernement Laar II         | 25 mars 1999     | 28 janvier 2002  |
| 40 | Gouvernement Siimann         | 17 mars 1997     | 25 mars 1999     |
| 39 | Gouvernement Vähi III        | 6 novembre 1995  | 17 mars 1997     |
| 38 | Gouvernement Vähi II         | 17 avril 1995    | 6 novembre 1995  |
| 37 | Gouvernement Andres Tarand   | 8 novembre 1994  | 17 avril 1995    |
| 36 | Gouvernement Laar I          | 21 octobre 1992  | 8 novembre 1994  |
| 35 | Gouvernement Tiit Vähi I     | 30 janvier 1992  | 21 octobre 1992  |
| 34 | Gouvernement Savisaar        | 3 avril 1990     | 30 janvier 1992  |